# Charles Huntziger
Charles Léon Clément Huntziger (ur. 25 czerwca 1880 w Lesneven, zm. 12 listopada 1941 koło Le Vigan) – generał armii Francuskich Sił Zbrojnych.

## Życiorys
W 1933 został naczelnym dowódcą wojsk francuskich (Armii Lewantu) w Syrii. W tym charakterze brał udział w roku 1939 w rokowaniach francusko-tureckich, które ostatecznie zakończyły się podpisaniem porozumienia przekazującego Turcji okręg Aleksandretty (tur. Iskenderun). Po agresji Niemiec na Polskę i przystąpieniu Francji do wojny z III Rzeszą został dowódcą 2 Armii w Ardenach.
Wspomnianym związkiem operacyjnym dowodził w czasie kampanii francuskiej. 4 czerwca 1940 został mianowany dowódcą 4 Grupy Armii.

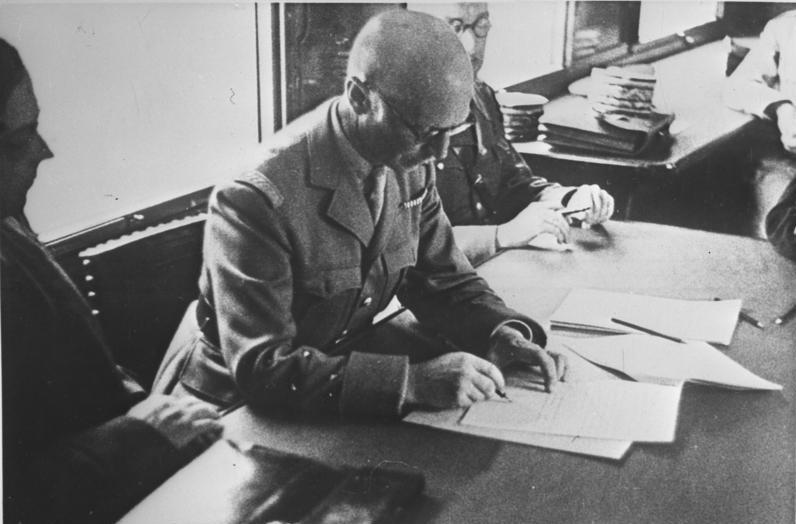
Generał Charles Huntziger podpisujący w imieniu Francji dokument zawieszenia broni z Niemcami. Compiègne, 22 czerwca 1940

Został wyznaczony przez marszałka Philippe’a Pétaina do przewodniczenia delegacji Francji upoważnionej do prowadzenia z Niemcami rokowań w sprawie zawieszenia broni. 22 czerwca 1940 w lesie Compiègne podpisał rozejm. Niemcy wybrali miejsce poprzedniego rozejmu i ten sam wagon kolejowy. . 
W latach 1940–1941 był członkiem rządu Pétaina we Francji Vichy, a od września 1941 roku głównodowodzącym wojsk lądowych. Zginął 12 listopada 1941 w wypadku lotniczym, wracając z inspekcji, w pobliżu Le Vigan.